# Богдановський сільський округ
Богда́новський сільський округ (каз. Богданов ауылдық округі, рос. Богдановский сельский округ) — адміністративна одиниця у складі Теректинського району Західноказахстанської області Казахстану. Адміністративний центр — село Богдановка.
Населення — 739 осіб (2021; 1034 у 2009, 1779 у 1999, 2167 у 1989).
Станом на 1989 рік існували Богдановська сільська рада (село Богдановка) та Придорожня сільська рада (села Алгабас, Придорожнє, Сарсеново). 2013 року було ліквідовано Придорожній сільський округ та передано до складу Богдановського сільського округу.

## Склад
До складу округу входять такі населені пункти:
| Населений пункт  | Старі назви | Населення, осіб (1989) | Населення, осіб (1999) | Населення, осіб (2009) | Населення, осіб (2021) |
| ---------------- | ----------- | ---------------------- | ---------------------- | ---------------------- | ---------------------- |
| Алгабас, село    | -           | 403                    | 344                    | 268                    | 203                    |
| Богдановка, село | -           | 814                    | 649                    | 507                    | 419                    |
| Придорожнє, село | -           | 701                    | 510                    | 118                    | 68                     |
| Сарсеново, село  | Карамбай    | 249                    | 276                    | 141                    | 49                     |